# بريسيلا بونير
بريسيلا بونير (بالإنجليزية: Priscilla Bonner)‏ هي ممثلة أمريكية، ولدت في 17 فبراير 1899 في الولايات المتحدة، وتوفيت في 21 فبراير 1996 بلوس أنجلوس في الولايات المتحدة.

## وصلات خارجية
- بريسيلا بونير على موقع IMDb (الإنجليزية)
- بريسيلا بونير على موقع ألو سيني (الفرنسية)
- بريسيلا بونير على موقع تيرنر كلاسيك موفيز (الإنجليزية)
- بريسيلا بونير على موقع أول موفي (الإنجليزية)
- بريسيلا بونير على موقع قاعدة بيانات الأفلام السويدية (السويدية)
- بريسيلا بونير على موقع قاعدة بيانات الفيلم (الإنجليزية)
- بريسيلا بونير على موقع كينوبويسك (الروسية)